# Phytomyza aralivora
Phytomyza aralivora är en tvåvingeart som beskrevs av Spencer 1969. Phytomyza aralivora ingår i släktet Phytomyza och familjen minerarflugor. Inga underarter finns listade i Catalogue of Life.